# Гуманітарно-педагогічний коледж Мукачівського державного університету
Гуманітарно-педагогічний коледж Мукачівського державного університету — коледж у складі Мукачівського державного університету, що здійснює підготовку вчителів молодших класів, вихователів дошкільних закладів, вчителів музики та музичних керівників.
Адреса: м. Мукачеве, вул. Я. Коменського, 59.

## Історія закладу
Заклад є одним з найстаріших педагогічних закладів Закарпаття, який впродовж майже сторіччя здійснює підготовку спеціалістів для систем початкової, дошкільної, музичної ланок освіти та шкіл національних меншин.
Серед головних віх його історії:
- 1914 рік — з ініціативи очільника міста Яноша Недецея в місті Мукачевому була відкрита угорська королівська державна народно-шкільна семінарія,[1] відома також як Мукачівська учительська семінарія[2];
- з 1919 по 1939 рік викладання здійснювалося українською та російською мовами;[2]
- 1939 рік — семінарію реорганізовано в ліцей;
- 1945 рік — реорганізація в Мукачівське педагогічне училище з підготовки вчителів початкових класів з українською та угорською мовами навчання;
- 1956 рік — відкрито спеціальність «Дошкільне виховання»;
- 1957 рік — відкрито спеціальність «Музичне виховання»;
- 1982–1992 роки — на спеціальності «Початкове навчання» відкрито групи з румунською мовою навчання;
- березень 2002 року — навчальний заклад реорганізовано в Мукачівський гуманітарно-педагогічний коледж;
- травень 2003 року — навчальний заклад реорганізовано в Мукачівський гуманітарно-педагогічний інститут, структурним підрозділом якого стало педагогічне училище. Знаходився у підпорядкуванні управління освіти і науки Закарпатської ОДА.

Ректором інституту був Росул Василь Васильович, професор, кандидат педагогічних наук, заслужений працівник освіти України, який очолював Мукачівський гуманітарно-педагогічний коледж з 1998 року (який на той час ще мав назву Мукачівське педагогічне училище).  У складі інституту як структурні підрозділи діяли педагогічне училище та педагогічний факультет. Розташований інститут був за адресою вул. Я. Коменського, 59.  Мукачівський гуманітарно-педагогічний інститут був ліцензований за III рівнем акредитації і розвивався як триступеневий вищий навчальний заклад для підготовки спеціалістів за освітньо-кваліфікаційними рівнями «молодший спеціаліст», «бакалавр», «спеціаліст» за денною формою навчання із спеціальностей: «Дошкільне виховання», «Початкове навчання», «Музичне виховання», «Музична педагогіка та виховання» і заочною формою навчання за освітньо-кваліфікаційним рівнем «бакалавр» з вищеназваних спеціальностей.  Навчання здійснювалося українською та угорською (спеціальність «Початкове навчання»).  Крім основного фаху, студенти здобували одну зі спеціалізацій (за вибором):
- - спеціальність «Дошкільне виховання»: організатор музичної діяльності в дошкільному закладі; керівник образотворчої діяльності в дошкільному закладі; організатор фізичного виховання в дошкільному закладі; організатор художньої праці в дошкільному закладі; вихователь логопедичних груп в дошкільному закладі;
  - спеціальність «Початкове навчання»: педагог-організатор; керівник гуртка образотворчого мистецтва; організатор дитячої технічної творчості; керівник дитячого художнього колективу; користувач комп'ютерної техніки в системі освіти; вчитель англійської мови в початкових класах; вчитель німецької мови в початкових класах; вихователь дітей дошкільного віку;
  - спеціальність «Музичне виховання»: вчитель музики, музичний керівник. Заклад мав у своєму складі: педагогічне училище з трьома відділеннями, 16 предметних (циклових комісій), педагогічний факультет, три кафедри. Навчальний процес забезпечували понад 150 досвідчених науково-педагогічних працівників, заслужені діячі мистецтва та освіти, професори, доценти.  Інститут мав три навчальні корпуси, 46 навчальних кабінетів і лабораторій, 47 кабінетів індивідуальних занять з музики, гуртожиток на 444 місця, спортивний майданчик, спортивну залу, актову залу на 350 місць, залу ритміки, бібліотеку, читальну залу на 75 місць, методичний кабінет, архів, їдальню на 150 місць, три комп'ютерні класи, конференц-залу на 100 місць.

- Вересень 2008 року — шляхом об'єднання Мукачівський гуманітарно-педагогічного інституту та Мукачівського технологічного інституту утворено Мукачівський державний університет, структурним підрозділом якого стало педагогічне училище;
- 30 грудня 2008 року — наказом Міністерства освіти і науки України № 1220 Мукачівське педагогічне училище Мукачівського державного університету перейменовано в Гуманітарно-педагогічний коледж Мукачівського державного університету.

За історію свого існування заклад підготував понад 15 тисяч спеціалістів.

## Навчальний процес
Мета діяльності навчального закладу — підготовка фахівців на основі базової загальної середньої освіти в системі ступеневої освіти, які працюватимуть на посадах вихователя дошкільного закладу, вчителя початкових класів, вчителя музики, музичного керівника.
Окрім здійснення основної діяльності з підготовки фахівців освітньо-кваліфікаційного рівня «молодший спеціаліст», яка відповідає стандартам вищої освіти України, зусилля педагогічного колективу коледжу спрямовані на забезпечення культурного і духовного розвитку особистості майбутніх вчителів та вихователів, а також на освітньо-культурний та професійний розвиток співробітників закладу.
Згідно з навчальним планом педагогічного закладу студенти проходять навчальну та виробничу практику.

## Система виховної роботи
Окремими завданням навчального закладу є забезпечення культурного і духовного розвитку особистості майбутніх вчителів, виховання студентів у дусі патріотизму і поваги до Конституції України, підвищення їх освітньо-культурного рівня.
Виховна робота здійснюється під час викладання загальноосвітніх, психолого-педагогічних та спеціальних дисциплін та в позаурочний час. Традиційними у закладі стали відзначення свят Дня вчителя, Дня студента, обласного свята «Як парость виноградної лози, плекайте мову…». Студенти заклади працюють волонтерами у дитбудинках, дитячих закладах міста та області. В коледжі активно і змістовно працюють гуртки, клуби за інтересами, творчі колективи, спортивні секції тощо. Студентська рада коледжу, що є центром студентського самоврядування й ініціативи, організовує та проводить інтелектуальні змагання (зокрема брейн-ринги), творчі вечори тощо.
У матеріально-технічній базі коледжу для проведення відкритих та позакласних занять, уроків із застосуванням новітніх технологій є дві інтерактивні дошки та чотири комп'ютерні проектори. У наявності необмежений і безперебійний Інтернет-зв'язок (підключено 93 комп'ютери). У методичному кабінеті для використання викладачами встановлено 4 комп'ютери, 2 сканери та 2 принтери.
Заняття проводять в спеціалізованих аудиторіях, серед яких кабінети англійської, німецької мов, комп'ютерні класи, кабінети фізики, хімії, анатомії, біології, історії України, природознавства, кабінети окремих методик (природознавства, математики, трудового навчання, музики, образотворчого мистецтва, рідної мови, фізкультури), педагогіки, психології та ін., що оснащені сучасними засобами навчання.